# (2213) Meeus
(2213) Meeus ist ein Asteroid des inneren Hauptgürtels, der am 24. September 1935 vom belgischen Astronomen Eugène Delporte an der Königlichen Sternwarte von Belgien in Uccle/Ukkel entdeckt wurde.
Der Asteroid wurde benannt zu Ehren des belgischen Amateurastronomen und professionellen Meteorologen Jean Meeus, zu dessen zahlreichen Beiträgen zur Astronomie die Originalausgabe von Tables des Petites Planètes aus dem Jahr 1963 sowie verbesserte und aktualisierte Versionen von Oppolzers Canon der Finsternisse gehören. Seine weiteren Schriften reichen von dynamischen Studien der Langzeitbewegungen von Apollo-Objekten über Untersuchungen der geometrischen Konfigurationen der Planeten bis hin zur Widerlegung der Vorstellung, dass es Beobachtungen schwacher natürlicher Satelliten der Erde gibt. Der Name wurde vorgeschlagen von Edward L. G. Bowell, der die Schlüsselidentifikation für diesen Asteroiden vornahm, und auch von Jay U. Gunter, der einem Vorschlag von Eric Fogelin folgte.

## Wissenschaftliche Auswertung
Eine Auswertung von Beobachtungen durch das Projekt NEOWISE im nahen Infrarot führte 2011 zu vorläufigen Werten für den Durchmesser und die Albedo im sichtbaren Bereich von 5,19 km bzw. 0,35. Nachdem die Werte nach neuen Messungen 2012 auf 4,6 km bzw. 0,44 geändert worden waren, wurden sie 2014 auf 4,9 km bzw. 0,39 korrigiert.
Photometrische Beobachtungen von (2213) Meeus fanden erstmals statt vom 26. Juli bis 24. August 2013 am F. Fuligni Observatory in Italien. Aus der gemessenen Lichtkurve konnte eine Rotationsperiode von 2,651 h abgeleitet werden.